# Joseph Oughourlian
Joseph Oughourlian   (París, 15 de febrer de 1972) és un empresari francès i gestor esportiu d'origen armeni i libanès, actiu en l'àmbit de la inversió.
Fundador del fons activista Amber Capital, inverteix en empreses la direcció de les quals després intenta influir. Oughourlian és el propietari dels clubs de futbol Lens i Millonarios, així com l'accionista majoritari del Pàdua, i president i accionista majoritari del grup de comunicació espanyol PRISA.
Es va graduar per HEC Paris, Sciences Po i la Universitat de París I Panteó-Sorbona.

## Biografia
Oughourlian va néixer a París el 1972, fill del neuropsiquiatra Jean-Michel Oughourlian (sent, doncs, nét del Sr. Oughourlian, que va ser, de 1962 a 1983, primer vicegovernador de la Banque du Liban (Banc Central del Líban) i supervivent del genocidi armeni) i d'una infermera anglesa.
Oughourlian va començar la seva carrera de cooperació a Société Générale el 1994. El 1996 es va traslladar a Nova York on, l'any següent, va començar a gestionar fons directament per a Société Générale. Així és com va crear l'octubre de 2001 el primer fons Amber, per fraccionament, utilitzant capital inicial del banc. Després va dirigir un fons amb més de sis mil milions d'actius.
El 2005 va fundar el fons d'inversió activista Amber Capital a Nova York, però tres anys després la crisi financera del 2007 va soscavar la seva clientela i els actius que gestionava. El 2012 va traslladar la societat gestora a Londres a causa de nombroses inversions a Europa, però també amb oficines a Milà; Oughourlian també ha estat invertint en una vintena d'empreses diferents a Itàlia.
El desembre de 2015, Oughourlian va ser nomenat membre del consell d'administració del grup de premsa espanyol PRISA. El 29 d'abril de 2019 va ser nomenat vicepresident, sent el principal accionista a través de la societat Amber Capital, després nomenat president del consell d'administració el febrer de 2021. Un cop finalitzades les seves actuacions al grup Lagardère a França, va invertir més particularment en els seus afers a Madrid; el 2021 era propietari de gairebé un terç del grup Prisa, mentre que Vivendi, que es va convertir en soci després de l'atac a Lagardère, en posseïa gairebé una dècima part de les accions.
A partir de l'1 de març de 2020, és a dir, després de la caiguda de la borsa de 2020, Amber Capital gestionava 1.100 milions d'euros en actius.